# Редден, Уэйд
Уэ́йд Ре́дден (англ. Wade Redden; 12 июня 1977, Ллойдминстер, Саскачеван) — профессиональный канадский хоккеист. Амплуа — защитник.
На драфте НХЛ 1995 года был выбран в 1 раунде под общим 2 номером командой «Нью-Йорк Айлендерс». 23 января 1996 года обменян в «Оттаву Сенаторз». С 2008 по 2012 играл в Нью-Йорк Рейнджерс. 20 января 2013 года подписал контракт с клубом «Сент-Луис Блюз». В марте 2013 обменян в «Бостон Брюинз».
9 января 2014 года официально заявил о завершении профессиональной карьеры.

## Награды
- Новичок года ЗХЛ – 1994
- Вторая сборная всех звёзд ЗХЛ – 1995
- Первая сборная всех звёзд ЗХЛ – 1996
- Сборная всех звёзд Мемориального кубка – 1996
- Новичок месяца НХЛ – апрель 1997
- Участник матча всех звёзд НХЛ – 2002
- Лучший защитник месяца НХЛ – январь 2004
- Выбран для участия в матче всех звёзд НХЛ – 2004 (не играл из-за гриппа)
- Победитель Кубка мира 2004
- Серебряный призёр чемпионата мира 2005
- Лучший защитник чемпионата мира 2005
- НХЛ плюс/минус (награда) – 2006
- Обладатель Кубка Виктории – 2008

## Статистика
| Легенда | Легенда                    | Легенда | Легенда                   | Легенда | Легенда    |
| ------- | -------------------------- | ------- | ------------------------- | ------- | ---------- |
| И       | Количество проведённых игр | Штр     | Штрафное время            | +/−     | Плюс-минус |
| Г       | Голы                       | П       | Голевые передачи          | О       | Очки       |
| -       | Статистика неизвестна      | —       | Статистика не учитывалась |         |            |